# Lajosmizse
Lajosmizse (hongrois : Lajosmizse [ˈlajoʃmiʒɛ]) est une localité hongroise, ayant le rang de ville dans le comitat de Bács-Kiskun.

## Géographie
Lajosmizse se trouve à 18 km au nord-ouest de Kecskemét et à 66 km au sud-est de Budapest.

## Population

### Démographie
Recensements ou estimations de la population :
| 1870  | 1880  | 1890  | 1900  | 1910  |
| ----- | ----- | ----- | ----- | ----- |
| 2 797 | 4 454 | 6 371 | 7 530 | 8 956 |

| 1920  | 1930   | 1941   | 1949   | 1960   |
| ----- | ------ | ------ | ------ | ------ |
| 9 899 | 11 276 | 11 030 | 11 442 | 12 393 |

| 1970   | 1980   | 1990   | 2001   | 2011   |
| ------ | ------ | ------ | ------ | ------ |
| 12 137 | 11 468 | 11 000 | 11 104 | 11 149 |